# Pamela Anderson
Pamela Denise Anderson (Ladysmith, 1º luglio 1967) è un'attrice, modella, produttrice televisiva e showgirl canadese naturalizzata statunitense.
Ha raggiunto la notorietà internazionale ed è entrata nell'immaginario collettivo come sex symbol grazie al ruolo di C.J. Parker nella serie televisiva Baywatch, in cui ha recitato dal 1992 al 1997. Nel 2024 ha ricevuto il plauso della critica per la sua interpretazione nel film The Last Showgirl, per il quale ha ricevuto la sua prima candidatura al Golden Globe come migliore attrice in un film drammatico e allo Screen Actors Guild Award per la migliore attrice cinematografica.

## Biografia
Pamela Anderson è nata a Ladysmith, Columbia Britannica, il 1º luglio del 1967, risultandovi la prima persona nata in occasione del centennale della dichiarazione d'indipendenza del Canada. Suo padre, Barry Anderson, è di origini in parte finlandesi, mentre sua madre, Carol Grosko, in parte russe. Nel 2004 è diventata cittadina naturalizzata degli Stati Uniti, pur mantenendo la cittadinanza canadese.
Ha frequentato l'École Highland Secondary School di Comox, Columbia Britannica, facendo parte anche della squadra di pallavolo studentesca. Nel 1985 ha quindi ottenuto il diploma e nel 1988 si è trasferita a Vancouver, dove ha lavorato come istruttrice di fitness.
Nel 2014 Pamela Anderson ha dichiarato pubblicamente di essere stata vittima più volte di abusi sessuali. In particolare, ha detto di essere stata molestata da una sua babysitter nel periodo dai 6 ai 10 anni, di aver subito uno stupro all'età di 12 anni da parte di un uomo di 25 anni e che il suo ex fidanzato e 6 suoi amici la violentarono in gruppo quando lei aveva 14 anni.

### Modella

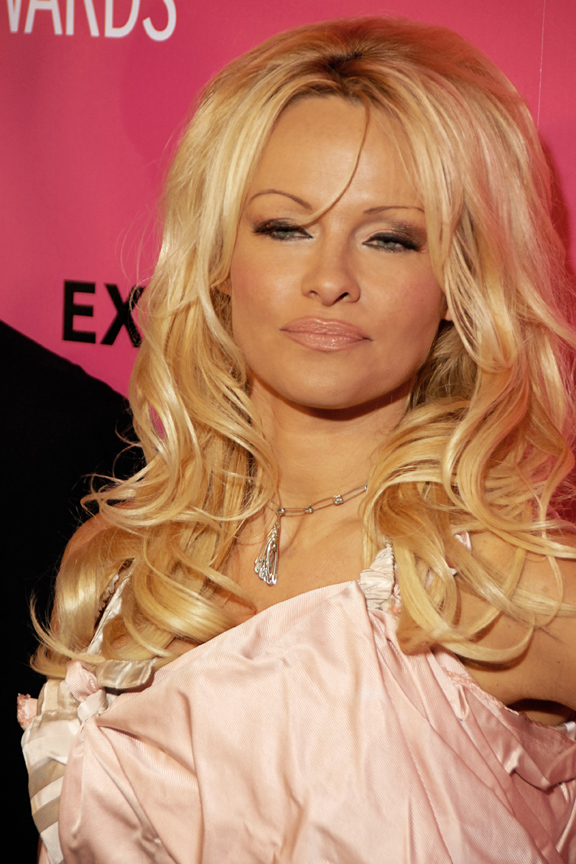
Pamela Anderson nel 2009

Nel 1989, mentre assisteva a una partita di football della BCB Canadian Football League al BC Place Stadium di Vancouver, Anderson è stata inquadrata nel maxischermo mentre indossava una maglietta della birra Labatt. Ciò fece esplodere lo stadio in un boato di apprezzamento e la società produttrice della birra decise di proporle un contratto da testimonial. Ispirato dall'evento, il suo ragazzo di allora ha realizzato un poster intitolato Blue Zone Girl.
A ottobre dello stesso anno è comparsa per la prima volta sulla copertina di Playboy, posando in uniforme scolastica. Trasferitasi a Los Angeles per continuare la carriera da modella, è stata scelta come playmate dalla rivista per il mese di febbraio 1990. Nello stesso anno si è sottoposta ad un primo intervento di mastoplastica additiva, per poi effettuarne un secondo diversi anni dopo e rimuovere le protesi nel 1999.
Nel febbraio 1991 ha posato per la seconda volta in copertina per Playboy, in cui comparve in lingerie. Nel corso degli anni è apparsa poi altre dodici volte in copertina ed è stata scelta, nel 2011, come modella dell'ultimo numero della rivista in cui appaiono servizi di nudo; nel numero Anderson compare in copertina e in un servizio di 12 pagine. Nel 2012 ha inoltre curato la prefazione del volume Playboy's Greatest Cover; l'opera, a cura di Damond Brown, raccoglie le migliori copertine della rivista per uomini.
Oltre alla collaborazione con Playboy, Anderson è stata modella per GQ, Stuff e Outdoor Life, apparendo più volte sulla copertina di quest'ultima rivista. Nel 2013 ha inoltre posato in bikini per un servizio fotografico diretto da Mario Testino e pubblicato sul numero di giugno dello stesso anno dell'edizione brasiliana di Vogue.

### Attrice
Dopo il suo trasferimento a Los Angeles ha esordito come attrice nella serie televisiva statunitense Quell'uragano di papà. In seguito è stata scelta per il ruolo di C.J. Parker nella celebre serie Baywatch, personaggio che ha interpretato ininterrottamente per cinque stagioni tra il 1992 e il 1997, diventando uno dei membri del cast più longevi. Compare anche, nello stesso ruolo, nel film del 2003 per la televisione Baywatch - Matrimonio alle Hawaii, concepito come episodio conclusivo della serie televisiva.

Nel 1994 Pamela Anderson è stata scritturata per il suo primo ruolo da protagonista in Soli contro il crimine, film diretto da David A. Prior vincitore del Bronze Award al Worldfest-Charleston nella categoria per film drammatici. Nel 1996 recita in Barb Wire, diretto da David Hogan; il film non ha ottenuto il successo sperato e le è valso il Razzie Award dello stesso anno come peggior esordiente.

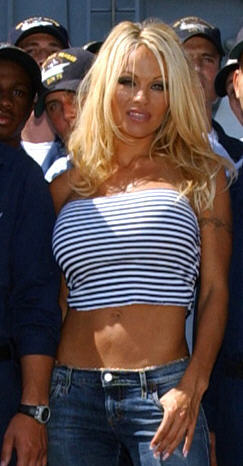
Pamela Anderson a San Diego nel 2004

Nel 1997 recita in due episodi della quarta stagione de La tata il ruolo di Heather Biblow, nuova fidanzata di Danny Imperiali, ex compagno di Francesca Cacace. Dal 1998 al 2002 ha interpretato Vallery Irons, protagonista della serie televisiva statunitense V.I.P.. Nel 2003 viene prodotto sulle sue fattezze il cartone animato Stripperella, che vede protagonista una ballerina di strip club che di notte si trasforma in un agente segreto che combatte il crimine. La serie è terminata nell'aprile 2004.
Nel 2005 viene nominata come canadese più influente dalla rivista Canadian Business. Nello stesso anno viene scelta per interpretare Skyler Dayton, provocante commessa protagonista della serie televisiva Una pupa in libreria in onda su Fox; a causa dei bassi ascolti ottenuti, la serie viene però definitivamente cancellata nel 2006. Nel 2006 conduce i Juno Awards canadesi ed appare nel falso documentario Borat - Studio culturale sull'America a beneficio della gloriosa nazione del Kazakistan in cui il personaggio principale è ossessionato da lei e progetta di rapirla e sposarla. Nello stesso anno viene premiata, per la sua attività di modella ed attrice, con la stella della Walk of Fame del Canada.
Nel 2008 è stata protagonista di Pam: Girl on the Loose, reality incentrato sulla sua vita andato in onda negli Stati Uniti su E! Nel 2009 la Anderson interpreta il ruolo di genio della lampada nella rappresentazione teatrale della fiaba Aladino e la lampada meravigliosa al teatro di Wimbledon. Nel 2010 appare poi nel cortometraggio The Commuter diretto dai fratelli McHenry e girato utilizzando uno smartphone Nokia N8.
Nel 2017 prende parte al film di Baywatch di Seth Gordon, realizzando il cameo di se stessa. Nel 2019 interpreta il ruolo di Jessica Fox nel film francese Nicky Larson et le parfum de Cupidon. Nel gennaio 2020 appare nel cortometraggio prodotto da Odda Magazine dal titolo How to fall in love. Nell'aprile 2022 fa il suo debutto a Broadway nel musical Chicago, in cui interpreta la protagonista Roxie Hart. Nel 2024 recita nel film The Last Showgirl, che le vale la sua prima candidatura al Golden Globe, nella categoria "migliore attrice in un film drammatico".

### Showgirl

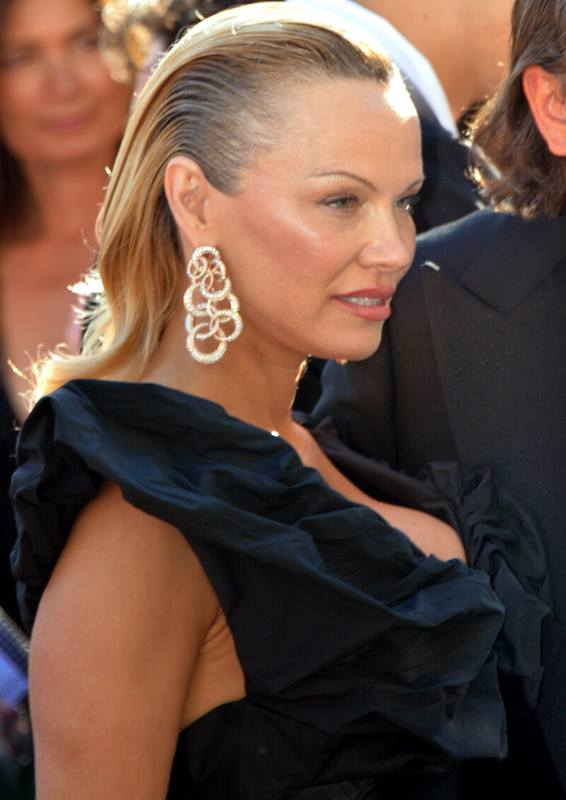
Pamela Anderson a Cannes nel 2017

Il 13 e il 14 febbraio 2008 si esibisce in quattro spettacoli al Crazy Horse di Parigi; in questa occasione viene creato per lei un numero speciale, che prevede uno spogliarello su una Harley Davidson. Nel 2010 Pamela Anderson ha partecipato al programma televisivo statunitense Dancing with the Stars in coppia con il ballerino professionista Damian Whitewood. I due sono stati eliminati dopo sette settimane. Nello stesso anno ha inoltre partecipato alla quarta stagione di Bigg Boss, versione indiana del reality Grande Fratello, rimanendo nella casa per tre giorni. Nel 2011, sempre in coppia con il ballerino Damian Whitewood, la Anderson è stata concorrente a Bailando 2011, versione di Ballando con le stelle in onda in Argentina. La coppia ha lasciato la competizione dopo 4 settimane. La Anderson ha inoltre preso parte, nello stesso anno alla dodicesima edizione di Big Brother, versione inglese del Grande Fratello.
Nel 2012 ha partecipato, in coppia con Tristan MacManus all'edizione all-star di Dancing with the Stars. La Anderson e MacManus sono stati eliminati nella prima settimana di gare. Nel 2013 è stata una dei concorrenti del reality show britannico Dancing on Ice, in coppia con l'ex vincitore Matt Evers. Nel 2018 è nel cast di Danse avec les stars, versione francese del reality. Pamela Anderson è inoltre apparsa in alcuni show della World Wrestling Entertainment.

### Altre attività
Nel 2004 ha pubblicato, insieme a Eric Shaw Quinn, il romanzo Star, incentrato su un adolescente che cerca di diventare famoso. Nel 2005 è poi uscito il sequel, intitolato Star Struck, incentrato maggiormente sulla vita delle celebrità.
Nel 1993 è apparsa nel video musicale di Can not have your cake, canzone contenuta nell'album Exposed del cantautore statunitense Vince Neil.
Nel 2000 compare nel video di Miserable, singolo della rock band alternative californiana Lit.
È apparsa in altri videoclip musicali come Blind Man (1995) degli Aerosmith, French Kiss (1995) di Jeremy Jackson, Forever (2001) e You Never Met A Motherfucker Quite Like Me (2002) di Kid Rock, Touch The Sky (2006) di Kanye West, Le Lac (2016) di Julien Doré.
Nel maggio 2020 diventa direttore creativo del social media JASMIN.
Nel gennaio 2023 Pamela pubblica il suo libro autobiografico dal titolo Love, Pamela. Il 31 gennaio dello stesso anno la casa di produzione Netflix fa uscire il documentario sulla biografia di Pamela dal titolo Pamela, a love story.

## Vita privata
Nel 1995 Pamela Anderson ha sposato Tommy Lee, batterista dei Mötley Crüe, che aveva conosciuto solo 4 giorni prima. Durante il matrimonio, Lee fu arrestato per violenza domestica e condannato a sei mesi nel carcere della contea di Los Angeles. La coppia, che ha avuto due figli, Brandon Thomas e Dylan Jagger, ha poi divorziato nel 1998.
Nel 1995 venne rubato e diffuso online un filmato che la ritraeva in scene di sesso durante la sua prima notte di nozze con Lee; Anderson ha quindi citato la società di distribuzione del video, pubblicato in versione integrale, ottenendo un accordo di transazione confidenziale tra le parti. Un secondo filmato, precedente a quello con Tommy Lee e che coinvolgeva, oltre alla stessa Anderson, il musicista Bret Michaels, venne invece diffuso nel 1998. I due non riuscirono a impedire la diffusione di quattro minuti del girato, ma riuscirono a bloccare con successo la diffusione della versione integrale del nastro.

Nel 2002 ha dichiarato pubblicamente di aver contratto l'epatite C condividendo gli aghi per tatuaggio con Lee; ha quindi concluso le cure con successo nel 2015.

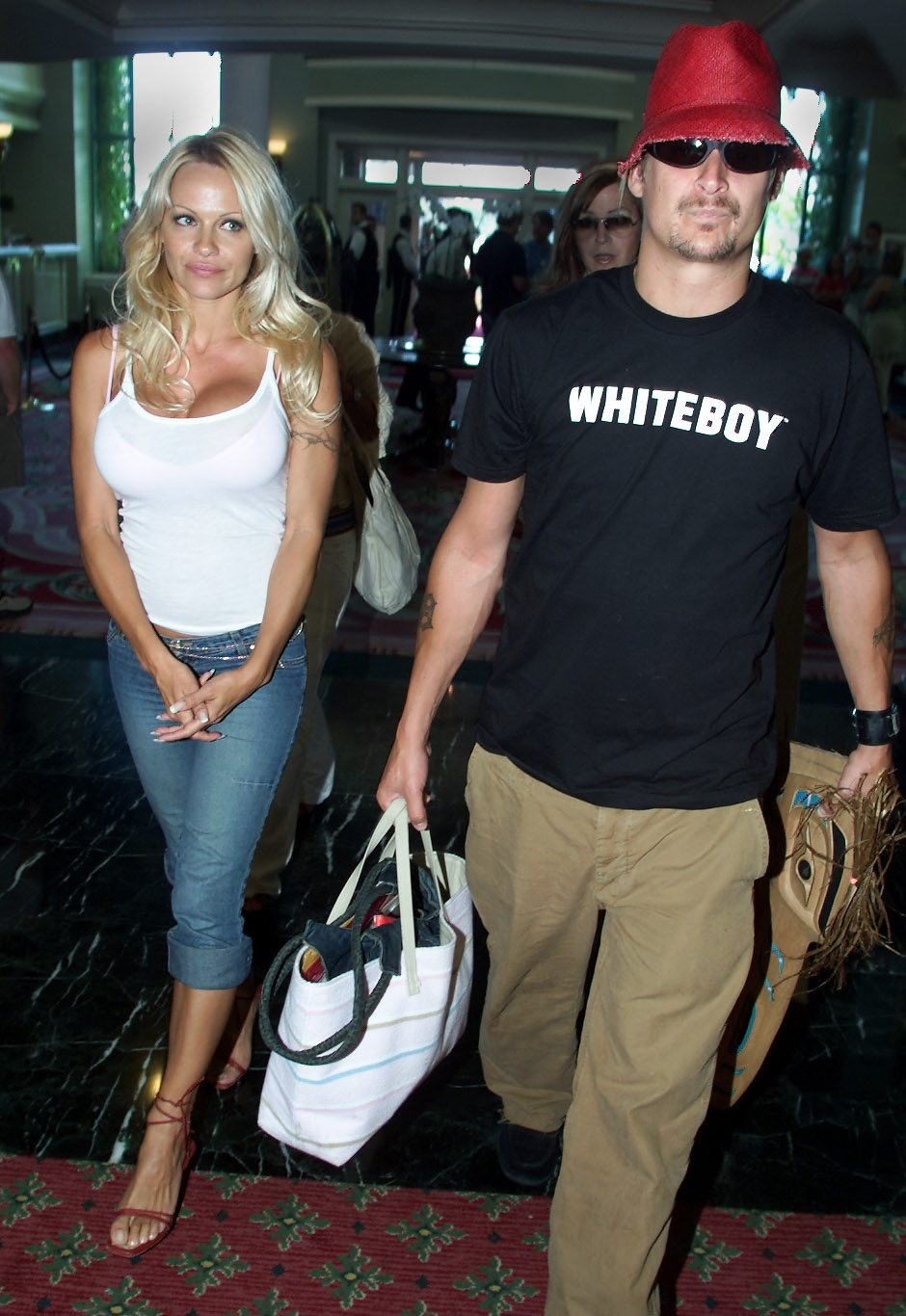
Pamela Anderson e Kid Rock (2003)

Ad agosto 2006 ha sposato il cantante Kid Rock; il 10 novembre dello stesso anno, durante le riprese del film Blonde and Blonder a Vancouver, ha avuto un aborto spontaneo. Il 27 novembre 2006, dopo 3 mesi di matrimonio, Anderson ha chiesto il divorzio da Rock a Los Angeles per differenze inconciliabili.
Il 6 ottobre 2007 sposa il produttore cinematografico Rick Salomon; la coppia si separa il 13 dicembre e il 22 febbraio 2008 Anderson chiede l'annullamento del matrimonio. Nel gennaio 2014 ha annunciato di essersi risposata con Salomon in una data non specificata; a febbraio 2015 chiede nuovamente il divorzio da Salomon, che viene ufficialmente finalizzato il 29 aprile 2015.
Dal 2017 al 2019 è stata fidanzata con il calciatore francese Adil Rami. Il 12 gennaio del 2019, ospite della trasmissione Verissimo condotta da Silvia Toffanin, Anderson rivelò che Rami le aveva regalato un anello di fidanzamento, lasciando presagire che un nuovo matrimonio potesse essere vicino. Nel successivo giugno però Anderson ruppe col difensore transalpino, a cui lanciò diverse accuse personali.
Il 20 gennaio 2020, con una cerimonia privata a Malibu, si è sposata con il produttore cinematografico statunitense Jon Peters, conosciuto una trentina d'anni prima. Dopo 12 giorni di matrimonio, Pamela divorzia dal quinto marito. Il 28 maggio 2020, Anderson ha dichiarato al New York Times che non si è trattato di un matrimonio, bensì di un semplice ritrovamento tra vecchi amici senza alcun documento legale.
Il 24 dicembre 2020, Pamela si sposa con la sua guardia del corpo, Dan Hayhurst, con cui ha iniziato la relazione durante il lockdown dovuto alla pandemia di Coronavirus. La notizia viene diffusa pubblicamente il 27 gennaio 2021. A gennaio 2022 la coppia risulta divorziata.
Pamela Anderson soffre di eisoptrofobia, ossia della paura di vedersi allo specchio.

## Attivismo

### Diritti degli animali

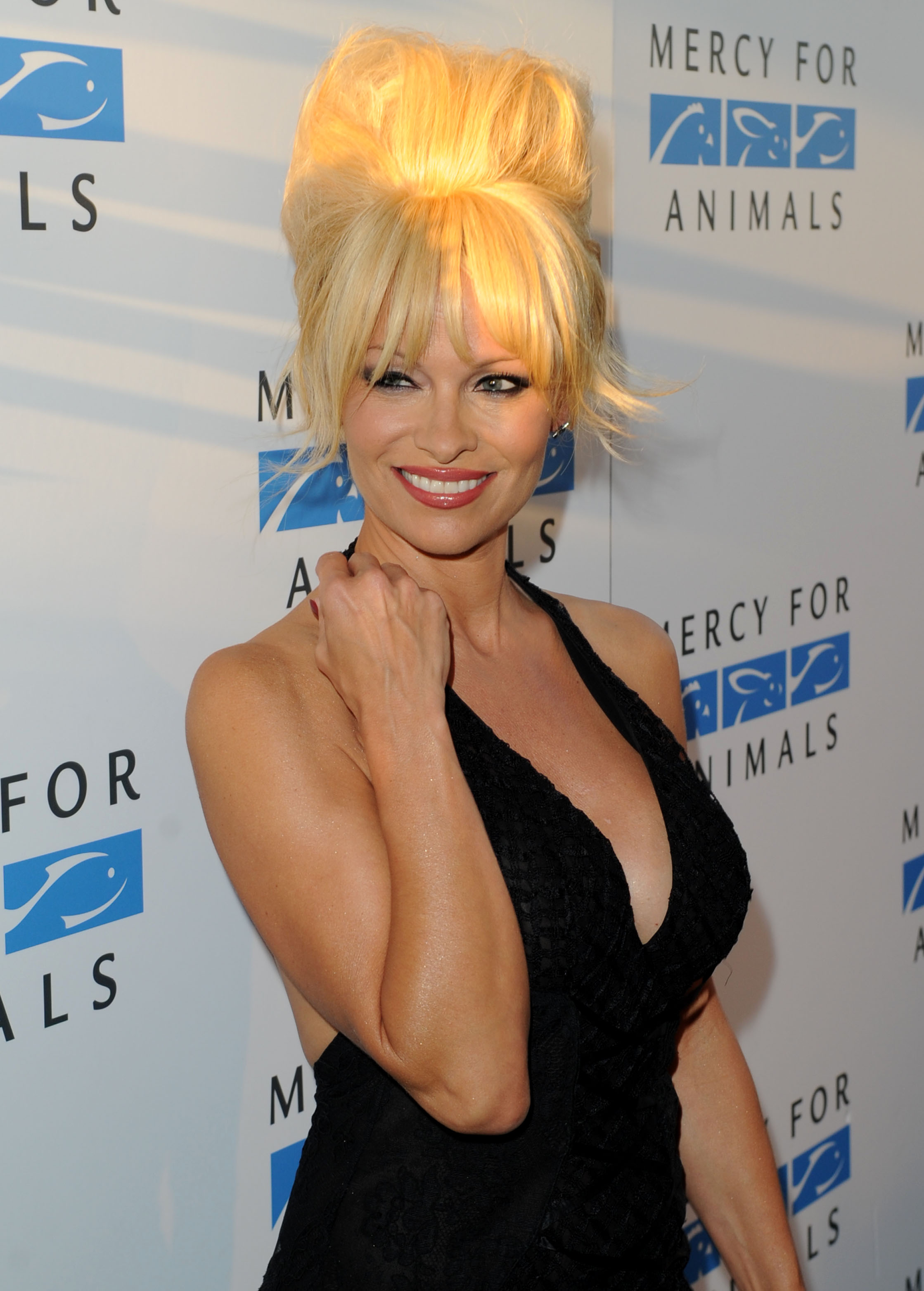
Pamela Anderson al Mercy For Animals 15th Anniversary Gala nel 2015

La Anderson è impegnata attivamente sul tema dei diritti degli animali. Diventata vegetariana da adolescente dopo aver visto suo padre pulire un animale che aveva cacciato, conduce da diversi anni uno stile di vita vegano. Nel 1999 le è stato inoltre assegnato il premio Linda McCartney Memorial Award. Nel 2006 ha suscitato molto clamore la sua scelta di posare nuda insieme ad altri manifestanti all'interno di una vetrina della boutique di Stella McCartney a Londra come azione dimostrativa contro le pellicce. Nello stesso anno la PETA l'ha nominata Persona dell’Anno 2016.
Nel 2010 ha posato una campagna in cui ha posato in bikini a favore del vegetarianismo; le autorità di Montréal, in Québec l'hanno giudicata sessista, vietandone l'esposizione. Informata del provvedimento, Anderson ha dichiarato di essere scioccata dalla scelta. Negli anni successivi ha posato anche per altre campagne PETA, tra cui quella per San Valentino del 2014 in cui si è spogliata per esortare gli amanti dei cani a tenere in casa i loro animali domestici durante l'inverno.
Oltre all'impegno con la PETA, Anderson ha supportato il gruppo di conservazione ambientale Sea Shepherd Conservation Society, che monitora le attività di pesca illegale e di caccia alle balene e alle foche.
Nel 2015 Pamela Anderson ha inoltre partecipato al Forum economico orientale organizzato a Vladivostok in Russia, intervenendo sul tema dell'ambiente e dei cambiamenti climatici; ha inoltre avuto un incontro con i principali funzionari del Cremlino per discutere del benessere degli animali e della conservazione.

### Altri temi

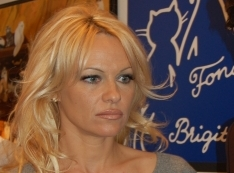
Pamela Anderson nel 2008

Oltre all'impegno in difesa degli animali, la Anderson supporta la Mac Aids Foundation, una fondazione voluta dalla società di cosmetici MAC per aiutare le persone affette da AIDS e HIV. Nel 2009 ha scritto una lettera aperta al presidente Barack Obama, sollecitando la legalizzazione della cannabis.
Nel 2014 ha inoltre supportato un evento per finanziare i bisogni educativi, culturali, sociali ed economici dei soldati delle forze di difesa israeliani e delle loro famiglie.
Nel 2015 è stata insignita del titolo nobiliare di Contessa dei Gigli da parte del principe del Montenegro.
Nel 2016 ha realizzato uno spot prodotto dalla National Limousine Association e dal National Sexual Violence Resource Center per migliorare la sicurezza dei passeggeri che utilizzano servizi di trasporto automobilistico privato. Nel 2018, con lo stesso obiettivo, ha recitato in un secondo spot prodotto sempre dalla NLA in collaborazione con Promoting Awareness Victim Empowerment.
Nel dicembre 2016 Anderson si è schierata a sostegno di Julian Assange, cofondatore del sito WikiLeaks. In particolare, ha evidenziato le condizioni difficili e stressanti in cui a suo giudizio egli si troverebbe, aggiungendo che a suo avviso il mondo abbia beneficiato dell'opera del sito. Realizzato un rapporto di amicizia con Assange, nell'aprile 2019 viene profondamente toccata dalla repentina revoca da parte dell'Ecuador dell'asilo precedentemente concesso, che ne comporta il suo immediato arresto. Successivamente prosegue a supportare Assange anche con visite in carcere, adoperandosi sui social in suo favore perché riottenga la sua libertà.

## Filmografia

### Attrice

#### Cinema
- Rapina del secolo a Beverly Hills (The Taking of Beverly Hills), regia di Sidney J. Furie (1991)
- Snapdragon - Il fiore che uccide (Snapdragon), regia di Worth Keeter (1993)
- Soli contro il crimine (Raw Justice), regia di David A. Prior (1994)
- Come Die With Me, regia di Armand Mastroianni (1994)
- Trapped - Identità nascoste (Naked Souls), regia di Lyndon Chubbuck (1995)
- Barb Wire, regia di David Hogan (1996)
- Scooby-Doo, regia di Raja Gosnell (2002)
- Scary Movie 3 - Una risata vi seppellirà (Scary Movie 3), regia di David Zucker (2003)
- Pauly Shore Is Dead, regia di Pauly Shore (2003)
- No Rules, regia di Gerry Anderson (2005)
- Borat - Studio culturale sull'America a beneficio della gloriosa nazione del Kazakistan (Borat: Cultural Learnings of America for Make Benefit Glorious Nation of Kazakhstan), regia di Larry Charles (2006)
- Blonde and Blonder, regia di Dean Hamilton (2007)
- Superhero - Il più dotato fra i supereroi (Superhero Movie), regia di Craig Mazin (2008)
- Costa Rican Summer, regia di Jason Matthews (2010)
- Hollywood & Wine, regia di Matt Berman e Kevin P. Farley (2010)
- Jackhammer, regia di Michael Hanus (2014)
- What Men Do! 2, regia di Sarik Andreasyan (2015)
- The People Garden, regia di Nadia Litz (2016)
- The Institute, regia di James Franco e Pamela Romanowsky (2017)
- SPF-18, regia di Alex Israel (2017)
- Baywatch, regia di Seth Gordon (2017)
- Nicky Larson et le Parfum de Cupidon, regia di Philippe Lacheau (2019)
- Alone at Night, regia di Ashley Benson (2023)
- The Last Showgirl, regia di Gia Coppola (2024)
- Una pallottola spuntata (The Naked Gun), regia di Akiva Schaffer (2025)

#### Televisione
- Baby Sitter – serie TV, episodio 5x22 (1990)
- Married People – serie TV, episodio 1x15 (1991)
- Top of the Heap – serie TV, episodio 1x02 (1991)
- Sposati... con figli (Married... with Children) – serie TV, episodi 5x02-5x24 (1990-1991)
- Quell'uragano di papà (Home Improvement) – serie TV, 23 episodi (1991-1997)
- Il tempo della nostra vita (Days of Our Lives) – serie TV (1992)
- Baywatch – serie TV, 76 episodi (1992-1997)
- What's Up Doc? – serie TV, 2 episodi (1993)
- World Wrestling Entertainment - ospite (1995)
- La tata (The Nanny) – serie TV, episodi 4x12-4x24 (1997)
- V.I.P. – serie TV, 88 episodi (1998-2002)
- 2genther: The Series – serie TV, episodio 2x03 (2001)
- Baywatch - Matrimonio alle Hawaii (Baywatch: Hawaiian Wedding), regia di Douglas Schwartz – film TV (2003)
- Perfetti... ma non troppo (Less Than Perfect) – serie TV, 1 episodio (2003)
- 8 semplici regole (8 Simple Rules... for Dating My Teenage Daughter) – serie TV, episodi 3x14-3x19 (2005)
- MADtv – serie TV, episodio 11x05 (2005)
- Una pupa in libreria (Stacked) – serie TV, 19 episodi (2005-2006)
- Kath & Kim – serie TV, episodio 1x09 (2008)
- Package Deal – serie TV, 4 episodi (2013)
- Love Advent – serie TV, 1 episodio (2015)
- Sur-Vie – serie TV, 8 episodi (2017)
- Pamela, a love story – documentario Netflix (2023)

#### Cortometraggi
- The Commuter, regia di Edward Mchenry e Rory Mchenry (2010)
- Connected, regia di Luke Gilford (2015)
- The Closer, regia di Luke Gilford (2018)
- How To Fall In Love, regia di Brock Newman (2020)
- Lockdown, regia di Brock Newman (2020)
- Hola, Bimba y Lola (2020)

#### Videoclip
- Le Lac, brano di Julien Dorè (2016)
- Miserable brano dei Lit (gruppo musicale)

### Doppiatrice
- Futurama – serie TV, 2 episodi 1x06 (se stessa), 2x04 (Dixie) (1999)
- King of the Hill – serie TV, 1 episodio (Cyndi) (1997-2010)
- Stripperella – serie TV, 13 episodi (2003-2004)

### Produttrice
- V.I.P. – serie TV, 77 episodi circa (1998-2002)
- E!'s Pam: Girl on the Loose! – docuserie, 8 episodi (2008)
- This Changes Everything, regia di Avi Lewis – documentario (2015)
- The Game Changers, regia di Louie Psihoyos – documentario (2018)

## Teatro
- Aladdin di Eric Potts, regia di Ian Talbott. New Wimbledon Theatre di Londra (2009), Liverpool Empire Theatre di Liverpool (2010)[76]
- Chicago, libretto di Fred Ebb, musiche di John Kander, regia di Walter Bobbie, coreografie di Ann Reinking. Ambassador Theatre di Broadway (2022)[77]
- Camino Real di Tennessee Williams, regia di Dustin Wills. Williamstown Theatre Festival di Williamstown (2025)[78]

## Programmi TV
- Playboy: Sexy Lingerie – docuserie (1990)
- Playboy: The Best of Pamela Anderson – docuserie (1995)
- Saturday Night Live – programma TV, episodio 22x18 (1997)
- Grammy Awards 2002 (2002)
- CMT Music Award – co-conduttrice (2003)
- Comedy Central Roast – talk show, 1 episodio (2005)
- Grande Fratello Australia – concorrente (2008)
- Big Boss – reality show, guest star (2010)
- Euro Voice Music Contest – conduttrice (2010)
- Dancing with the Stars – concorrente (2010-2012)
- Celebrity Big Brother – programma TV, 1 episodio (2011)
- Bailando por un sueño – programma TV, 5 episodi (2011)
- Grande Fratello VIP – Bulgaria – concorrente (2012)
- Dans avec le stars – concorrente (2018)
- The Hills: New Beginnings – reality show, 2 episodi (2019)
- Il giardino dell'Eden di Pamela – serie TV (2022)
- Pamela's Cooking With Love – programma di cucina (2025)

## Opere letterarie
Pamela Anderson ha scritto tre autobiografie e due romanzi:
- Pandemonium (1997)
- Star (2004)
- Star Struck (2005)
- Raw (2015)
- Lust for Love (2018)
- Love, Pamela (2023)

## Riconoscimenti
- Golden Globe
  - 2025 – Candidatura alla migliore attrice in un film drammatico per The Last Showgirl[79]
- Screen Actors Guild Award
  - 2025 – Candidatura alla migliore attrice cinematografica per The Last Showgirl
- Gotham Independent Film Awards
  - 2024 – Candidatura alla miglior interpretazione protagonista per The Last Showgirl[80]
- MTV Movie & TV Awards
  - 1997 – Candidatura al miglior combattimento per Barb Wire
- Razzie Awards
  - 1996 – Candidatura alla peggior attrice protagonista per Barb Wire
  - 1996 – Peggior esordiente per Barb Wire
  - 1996 – Candidatura alla peggior coppia per Barb Wire
- Teen Choice Awards
  - 2005 – Candidatura alla miglior attrice in una serie commedia per Una pupa in libreria

## Doppiatrici italiane
Nelle versioni in italiano delle opere in cui ha recitato, Pamela Anderson è stata doppiata da:
- Mavi Felli in Baywatch, Baywatch - Matrimonio alle Hawaii, Una pupa in libreria, V.I.P. (Vallery Irons Protection), Scooby-Doo
- Emanuela Rossi in Scary Movie 3, Perfetti... ma non troppo, Superhero - Il più dotato fra i supereroi
- Cristina Boraschi in Barb Wire
- Stella Musy in Quell'uragano di papà
- Barbara De Bortoli in La tata
- Emanuela Giordano in Baywatch (ep. 2x01, 2x02)
- Silvia Pepitoni in Trapped - Identità nascoste
- Claudia Catani in Borat
- Laura Cosenza in Pamela, a love story
- Chiara Colizzi in The Last Shwogirl
- Giuppy Izzo in Una pallottola spuntata

Da doppiatrice è sostituita da:
- Mavi Felli in Stripperella
- Micaela Esdra in Futurama